# Tajga

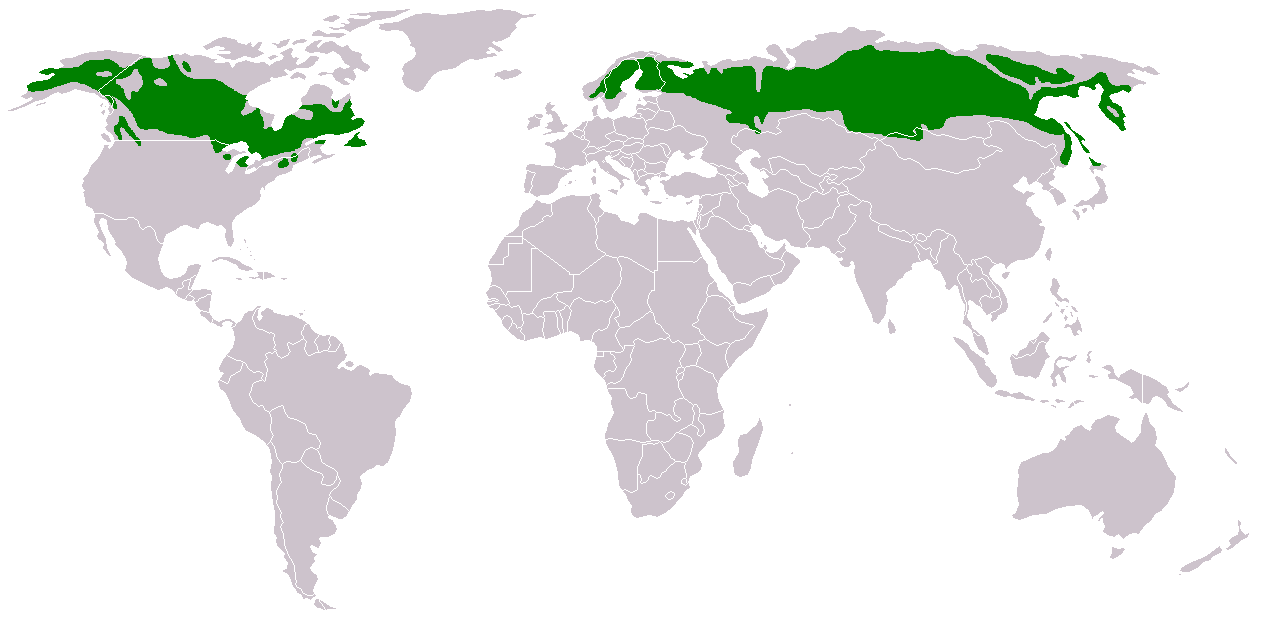
Tajgans utbredning.

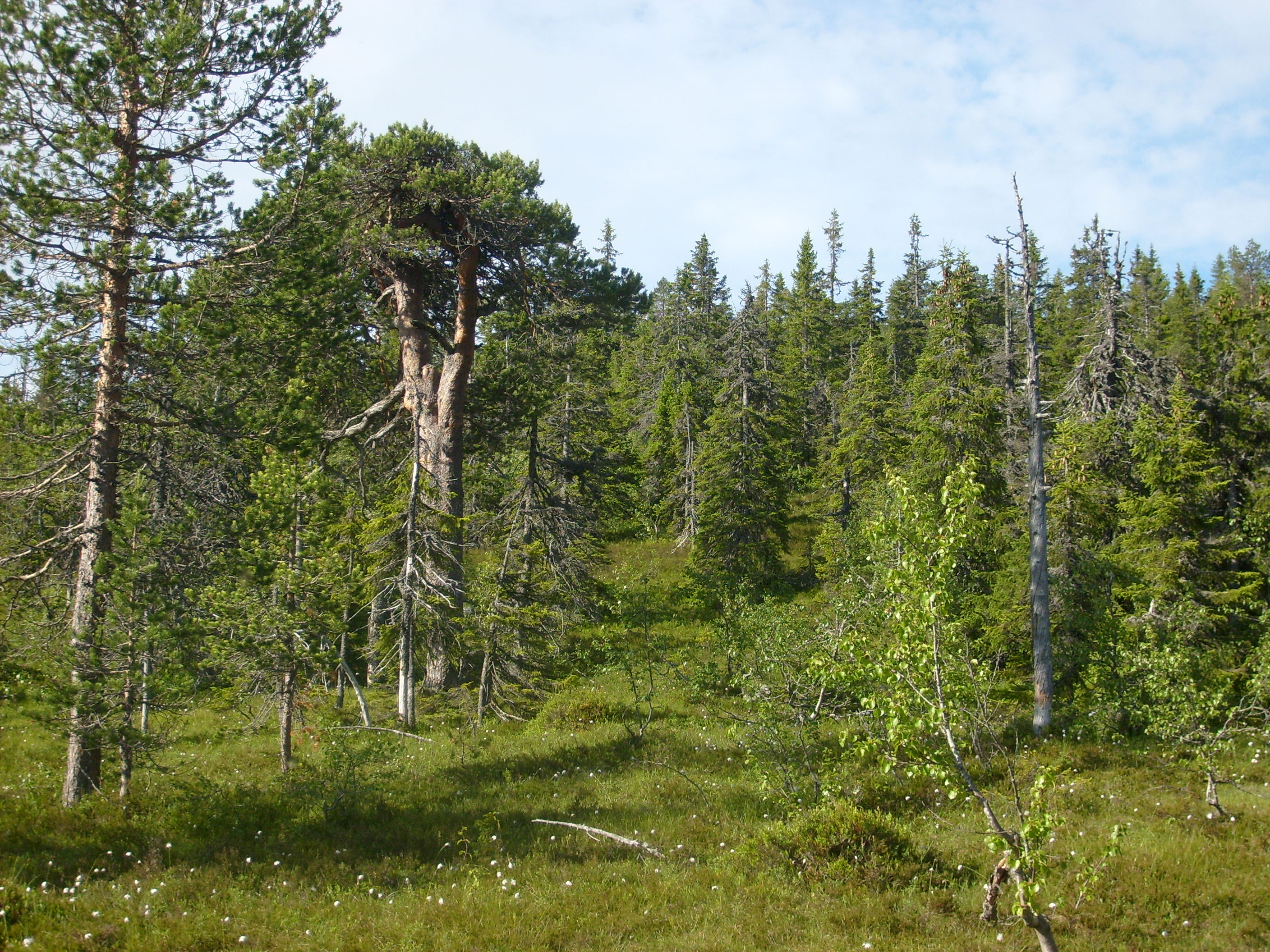
Tajga i Tandövala, Sverige

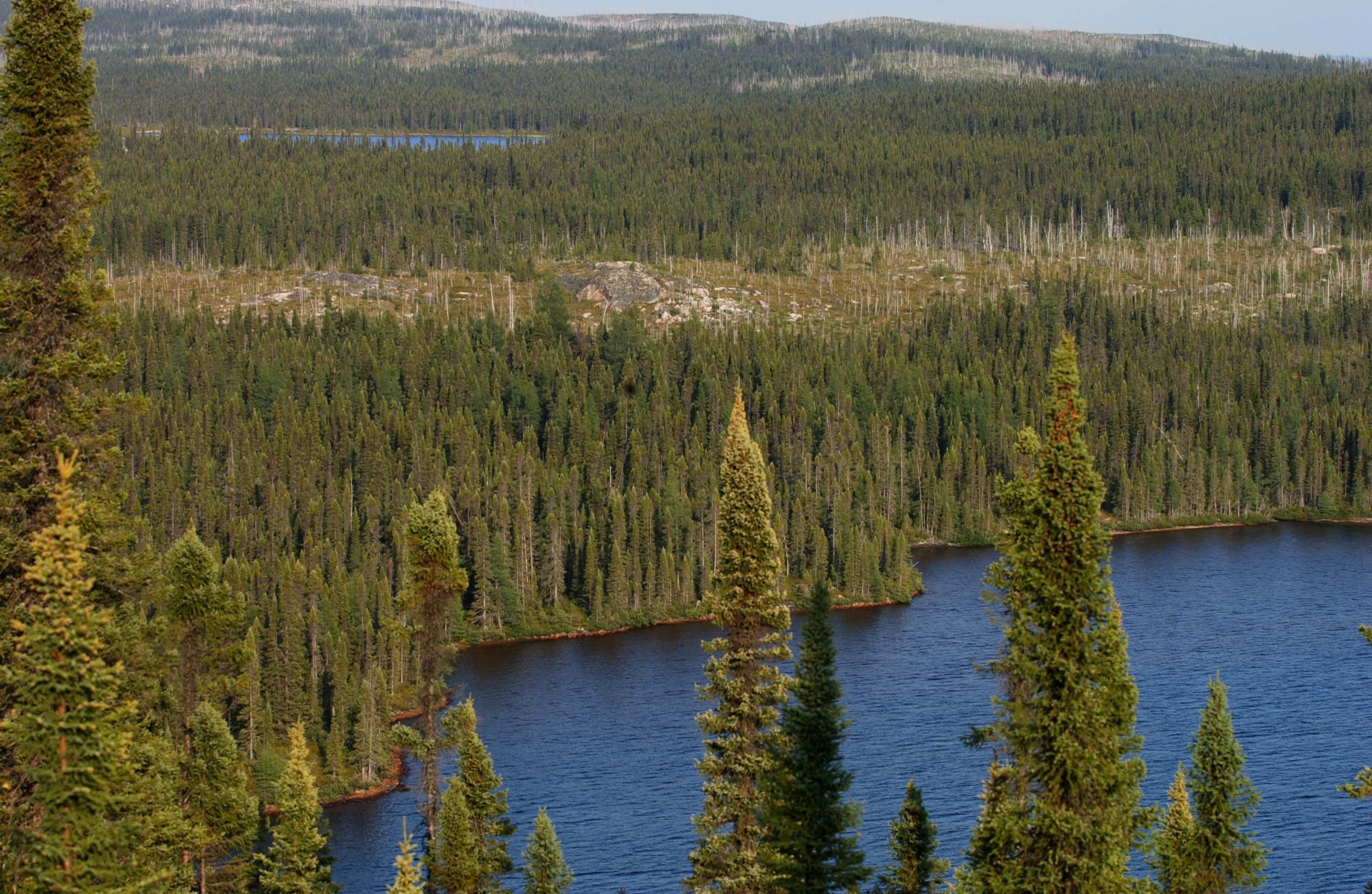
Tajgalandskap i Québec.

Tajga eller taiga (ryska тайга tajga, troligen från ett altaiskt språk i betydelsen ’trädbeklädda berg’) är en biom som karaktäriseras av barrskog. Vanligen åsyftas det sibiriska barr- och urskogsområdet, men ordet används inom geografin som generell beteckning för barrskogsbältet på norra halvklotet, från Norge genom Sverige och Finland till Sibirien i Ryssland, samt i Nordamerika från Alaska genom Kanada till atlantkusten. Tajga förekommer även i Japan, där på ön Hokkaido.
Tajgan är ett av de största skogsområdena med majoriteten av jordens barrträd. Den är dock relativt artfattig på trädslag, särskilt i Norden.

## Klimat
Tajgan är världens största biom på land och utgör 27% av den totala skogsarealen. Näst efter tundran är tajgan det biom där de lägsta årliga medeltemperaturerna kan uppmätas. Extrema vintertemperaturer i den norra tajgan är generellt lägre än de ute på tundran, bland annat har den lägsta tillförlitligt uppmätta temperaturen på norra halvklotet uppmätts 1892/1933 i nordöstra Rysslands tajga. Den långa och kalla vintern är ett dominerande inslag i tajgans klimat och sommaren är kort (50 till 100 frostfria dagar). Enligt Köppens system klassificeras tajgan i klasserna Dfc, Dfd, och Dwd.